# 卓文萱
卓文萱（チュオ・ウェンシュアン、英語名ジニー・チュオ、1986年1月20日 - ）は、台湾の歌手、女優。

## プロフィール
- 身長 : 158cm
- 体重 : 42kg
- 血液型 : AB型
- 星座 : 山羊座
- 愛称 : 搖滾橘子 (ロック・オレンジ)、萱萱 (シュアンシュアン)、卓小猫
- 学歴 : 華岡芸術学校表演芸術科卒業 [1][2]

## 来歴
12歳の時に出場したカラオケコンテストがきっかけで音楽プロデューサーの紀宏仁にスカウトされ、彼のもとでボーカルレッスンを受ける。
2001年15歳の時、台湾ロックレコード（滾石國際音樂）よりファーストアルバム『1986』をリリースし、ボーイッシュなイメージで歌手デビュー。しかし売り上げが伸びず、しばらく活動を休止し学業に専念する。
活動休止中、2004年にドラマと映画のサウンドトラックに参加している。
2006年、5年ぶりに芸能界に復帰し、2本のドラマと1本の映画に出演することで注目を集める。そして同年セカンドアルバム『習慣』のリリースにより多くのファンを獲得することとなる。翌年2007年にはアルバム『習慣』はロックレコード・ジャパンより日本版がリリースされた。

## 音楽作品

### アルバム
- 2001年7月27日 『1986』
- 2006年10月27日 『習慣』
- 2006年12月8日 『習慣』（慶功感謝超値版CD+AVCD）
- 2007年2月15日 『習慣』（真心感謝超値版CD+VCD）
- 2007年2月21日 『習慣』（日本版）
- 2007年10月26日 『幸福氧氣』
- 2007年12月14日 『幸福氧氣』（香甜限定盤CD+DVD）
- 2008年11月7日 『超級喜歡』（CD+DVD）
- 2008年12月5日 『超級喜歡』（獨家快樂珍藏盤CD+DVD）
- 2009年1月20日 『超級喜歡』（新春感謝回饋盤CD+DVD）
- 2009年11月6日 『1+1 Play n Fun 珍選集』（2CD）
- 2009年12月25日 『1+1 Play n Fun 珍選集』(雙面典藏版2CD）
- 2010年2月10日 『1+1 Play n Fun 珍選集』(漾甜青春版2CD+DVD)
- 2010年8月3日 『夏雪舞台劇主題曲EP』
- 2011年11月4日 『反正卓文萱』
- 2012年1月6日『反正卓文萱』（CD+DVD）
- 2014年9月26日『灼樂感』

### サウンドトラック
- 2004年8月25日 『香草恋人館サウンドトラック』
  - 収録：香草恋人、有星星的夜
- 2004年12月3日 『夢遊夏威夷サウンドトラック』
  - 収録：怎麼知道你愛我
- 2004年12月30日 『双響炮熱恋歌サウンドトラック』
  - 収録：香草恋人
- 2014年7月16日 『王子様をオトせ! オリジナル・サウンドトラック』
  - 収録：大好きなひと

### コンピレーション・アルバム
- 2006年12月1日 『Simple Life』
  - 収録：想家
- 2007年2月9日 『K歌情人雅座』
  - 収録：愛的主旋律（卓文萱、黄鴻升）、梁山伯與茱麗葉（卓文萱、曹格）
- 2007年6月30日 『SUPER NO.1 - 冠軍情歌唱超選輯』
  - 収録：忘了我是誰 [新曲]（卓文萱、品冠）、Super No.1、對你的愛
- 2007年7月6日 『超級星光PK宝典』
  - 収録：愛我好嗎

※アルバム『習慣』以外はいずれも台湾でのリリース。

## 出演作品

### ドラマ
- 恋愛女王（2006年 / 華視）
- 愛情経紀約（2006年 / 台視）
- 18禁不禁（2007年 / 中視）
- 悪女阿楚（2007年、華視）
- ろまんす五段活用（2007年 / 中視 / 原題:公主小妹）
- 翻滾吧!蛋炒飯（2008年 / 中視 / 主役）
- 藍海1加1（2010年 / 公視HD放送 / 主役）
- 男女生了沒（2011年 / 中視 / 主役）
- 勇士們（2011年 / 台視）
- GTO TAIWAN (2014年)

### 映画
- 一年之初（2006年）

### 舞台
- 賽貂蟬（2018年）
- 情人哏裡出西施（2021年）[3]

### 司会
- 型男大主廚（2019年9月〜）

## 書籍
- GENIE 1986の獨立萱言（2007年9月17日 / 自著）
- TOUCH GENIE CHUO 貼近卓文萱（2009年7月6日 / 写真集）